# João Victor da Vitória Fernandes
João Victor da Vitória Fernandes, meglio noto come Capixaba (Guarapari, 9 gennaio 1997), è un calciatore brasiliano, attaccante dello Shimizu S-Pulse.

## Caratteristiche tecniche
È un'ala destra.

## Carriera
Cresciuto nelle giovanili dell'Atlético Mineiro, ha esordito il 2 aprile 2016 in occasione di un match del Campionato Mineiro vinto 7-2 contro il Villa Nova.